# بحر داخلي

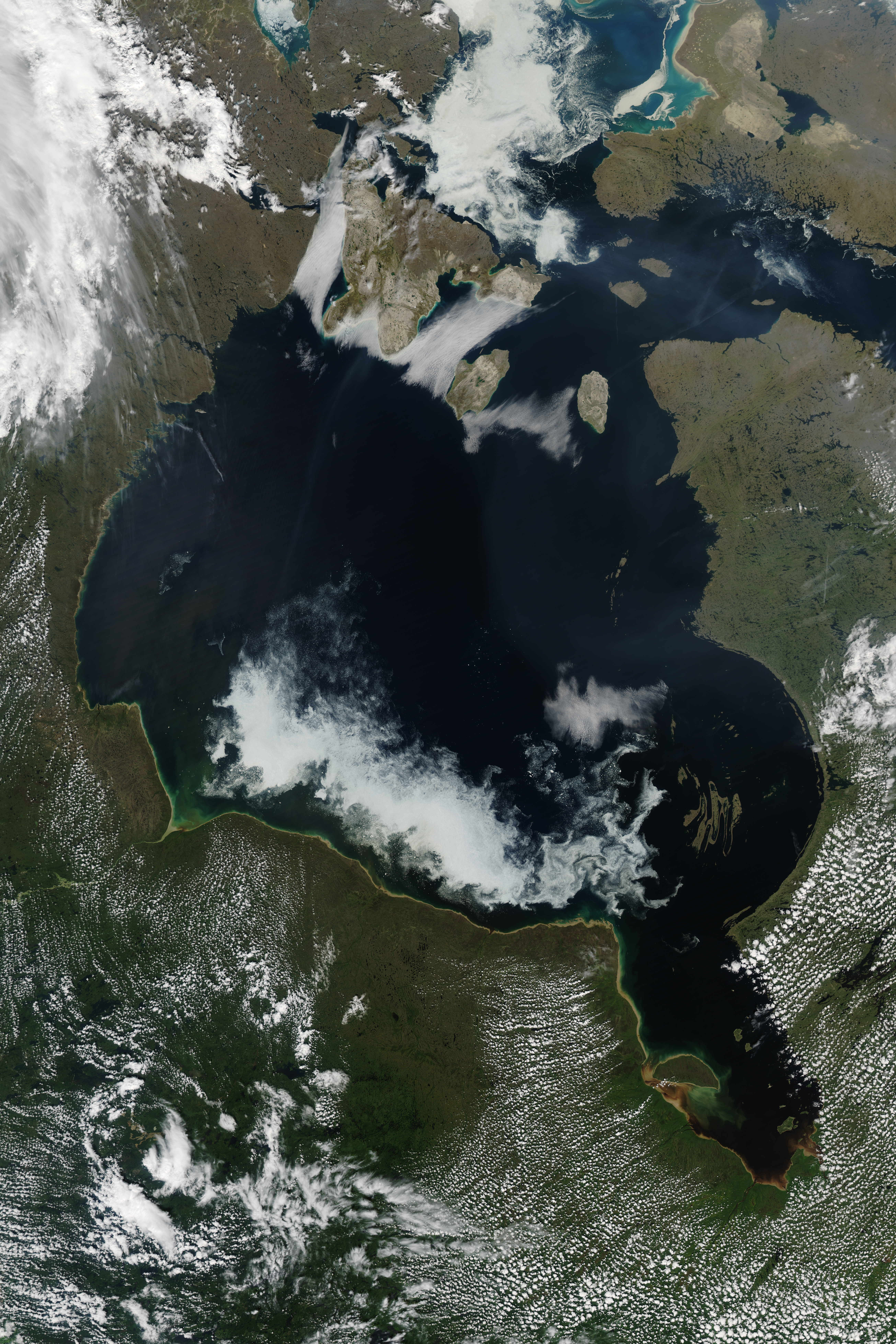
صورة لبحر داخلي

البحر الداخلي عبارة عن مسطح قاري من المياه كبير جدًا ويحيط به بالكامل أرض جافة أو متصل بمحيط بواسطة نهر أو مضيق أو «ذراع البحر». عادة ما يكون للبحر الداخلي ملوحة أعلى من بحيرة المياه العذبة، ولكن عادة ما تكون له ملوحة أقل من المحيط المفتوح.

## التعريف
يعد ما يشكل بحرًا داخليًا معقدًا وغامضًا إلى حد ما. عرّفه مكتب الولايات المتحدة الهيدروغرافي بأنها «مجموعة من المياه محاطة تقريبًا أو بالكامل بالأرض، خاصة إذا كانت كبيرة جدًا أو تتكون من المياه المالحة».
يقول المهندسون الجيولوجيون هاينريش ريس وتوماس واتسون إن البحر الداخلي مجرد بحيرة كبيرة جدًا. يضيف ريدين وميجولا وأندرسون وديبورا ساندلر من معهد القانون البيئي أن البحر الداخلي «مقطوع إلى حد ما» عن المحيط. يمكن تمييز البحر الداخلي عن خليج حيث يرتبط الخليج مباشرة بالمحيط.

## وصلات خارجية
- Geology Project - Inland Sea Movement Through Time